# Acer pentaphyllum
Acer pentaphyllum — дуже рідкісний вид клена, ендемічний для південно-західного Сичуаня в Китаї, на висотах 2300—2900 метрів.
Acer pentaphyllum — листопадне дерево, яке досягає 10 метрів у висоту. Листки пальчасто складні безволосі, зазвичай з 5, але іноді з 4 або 7 лопатями. Листок 5–8 × 1.5–2 см, вузьколанцетний або ланцетний.